# 874 Rotraut
874 Rotraut eller 1917 CC är en asteroid i huvudbältet, som upptäcktes 25 maj 1917 av den tyske astronomen Max Wolf i Heidelberg. Den är uppkallad efter Schön Rotraut av Eduard Mörike.
Asteroiden har en diameter på ungefär 58 kilometer.